# Ján Čaplovič
Ján Čaplovič (ur. 1780, zm. 1847) – słowacki etnograf, publicysta i adwokat. Autor prac z zakresu etnografii i pszczelarstwa. Pisał po słowacku, niemiecku i węgiersku. Także kompozytor. 